# Sainte Montaine
Pour les articles homonymes, voir Sainte-Montaine.
Sainte Montaine serait, selon certaines traditions, une fille de Pépin le Bref, selon d'autres, une fille de ferme. En allant chercher de l'eau à la fontaine, elle fit tomber sa cruche qui se cassa ; sa maîtresse l'obligea à aller chercher l'eau avec des paniers. Montaine réussit à rapporter de l'eau de cette manière et la fontaine fut considérée comme miraculeuse. Elle est la sainte patronne de la Sologne.
Elle a donné son nom à la commune de Sainte-Montaine, près d'Aubigny-sur-Nère, dans le Cher. L'église du village conserve le chef de sainte Montaine dans un reliquaire d'argent du XVIe siècle. Un pèlerinage local l'honore le lundi de Pentecôte. Une chapelle a été édifiée près de la source ; cette source, au débit important, qui donne naissance au ruisseau de Boute Vive, affluent de la Grande Sauldre, se trouve à environ 1 km au nord-ouest du bourg, à gauche de la route menant à Pierrefitte-sur-Sauldre.
Abbesse au VIIIe siècle, elle est fêtée le 1er octobre.